# Vụ tấn công Liège 2011
Ngày 13 tháng 12 năm 2011, một vụ tấn công giết người hàng loạt đã xảy ra tại thành phố Liège của Bỉ.
Vụ xả súng diễn ra ở quảng trường Saint - Lambert, trung tâm thành phố Liège, phía Đông nước Bỉ. Quảng trường Place Saint-Lambert và quảng trường Place du Marche gần đó là nơi tổ chức hội chợ Giáng sinh hàng năm của thành phố Liege.

## Diễn biến vụ xả súng
Kẻ tấn công, tay súng duy nhất 33 tuổi tên là Nordine Amrani, ném lựu đạn và bắn một FN FAL súng trường chiến đấu vào các mục tiêu dân sự. Amrani đã giết chết bốn người trong vụ tấn công trước khi anh tự sát và khiến 123 người khác bị thương, bảy người bị thương nghiêm trọng.
Hai trong số người chết là những nam thiếu niên tuổi từ 15 và 17, một người là một phụ nữ 75 tuổi. Một trẻ nhỏ 17 tháng tuổi chết sau đó tại bệnh viện. Một thanh niên 20 tuổi trong tình trạng nguy kịch.
Amrani từng có tiền án tiền sự về sử dụng vũ khí và ma túy. Trước khi tấn công, người này đã bị cảnh sát triệu tập để thẩm vấn vì liên quan đến một vụ lạm dụng tình dục.
Thủ tướng Bỉ Elio Di Rupo cho rằng đây là một vụ tấn công cá nhân và không liên quan đến nhóm khủng bố nào.